# 山脇秀夫
山脇 秀夫（やまわき ひでお、1949年9月24日 - ）は、日本の実業家。ミライアル代表取締役社長や、関東特殊製鋼取締役等を歴任した。

## 人物・経歴
兵庫県出身。1972年東北大学法学部卒業、住友金属工業入社。住友金属工業新材料事業部企画グループ長を経て、2001年関東特殊製鋼取締役。2006年SUMCO企画部担当部長。
2007年ミライアル経営企画室長。2008年ミライアル取締役経営企画室長に昇格。2010年山城精機製作所代表取締役社長。2012年宮本樹脂工業取締役。2013年からミライアル代表取締役社長を務め、熊本地震を受け、リスク分散等のため、福島市に東北工場の新設を行うなどした。